# Luca Crisoberge
Luca Crisoberge (in greco Λουκάς Χρυσοβέργης?; ... – novembre 1169) è stato un arcivescovo ortodosso bizantino, che ha ricoperto la carica di Patriarca ecumenico di Costantinopoli tra il 1156 e il 1169.
Durante il patriarcato di Luca si verificarono molte importanti controversie teologiche. Nel periodo tra il 1156 e il 1157 fu sollevata la questione se Cristo si fosse offerto in sacrificio per i peccati del mondo al Padre e allo Spirito Santo, o anche al Logos (cioè a se stesso). Alla fine un sinodo tenuto a Costantinopoli nel 1157 adottò una formula di compromesso, secondo cui il Verbo si fece carne e offrì un doppio sacrificio alla Santissima Trinità, nonostante la dissidenza del patriarca di Antiochia eletto Soterico Panteugeno.
Durante il suo mandato emerse per la prima volta la questione teologica della relazione tra il Figlio e il Padre nella Santissima Trinità. Il problema era sorto a causa della spiegazione che Demetrio di Lampi (in Frigia) dava alla frase del Vangelo di Giovanni «ὁ Πατήρ μου μείζων μου ἐστίν», che significa mio padre è più grande di me (Giovanni 10:29). Crisoberge, per volere dell'imperatore Manuele I, convocò diverse riunioni sinodali nel 1166 per risolvere il problema, che condannava come eretiche le spiegazioni di Demetrio e dei laici che lo seguivano. Coloro che rifiutarono di sottomettersi alle decisioni del Sinodo subirono la confisca dei beni o l'esilio. Le dimensioni politiche di questa controversia sono evidenti dal fatto che un dissidente di spicco della dottrina dell'Imperatore era suo nipote Alessio Contostefano.
Altre eresie continuarono a prosperare nei territori bizantini in Europa, tra cui il bogomilismo, il paulicianesimo e il monofisismo che Luca ed i suoi successori ebbero difficoltà a sopprimere.

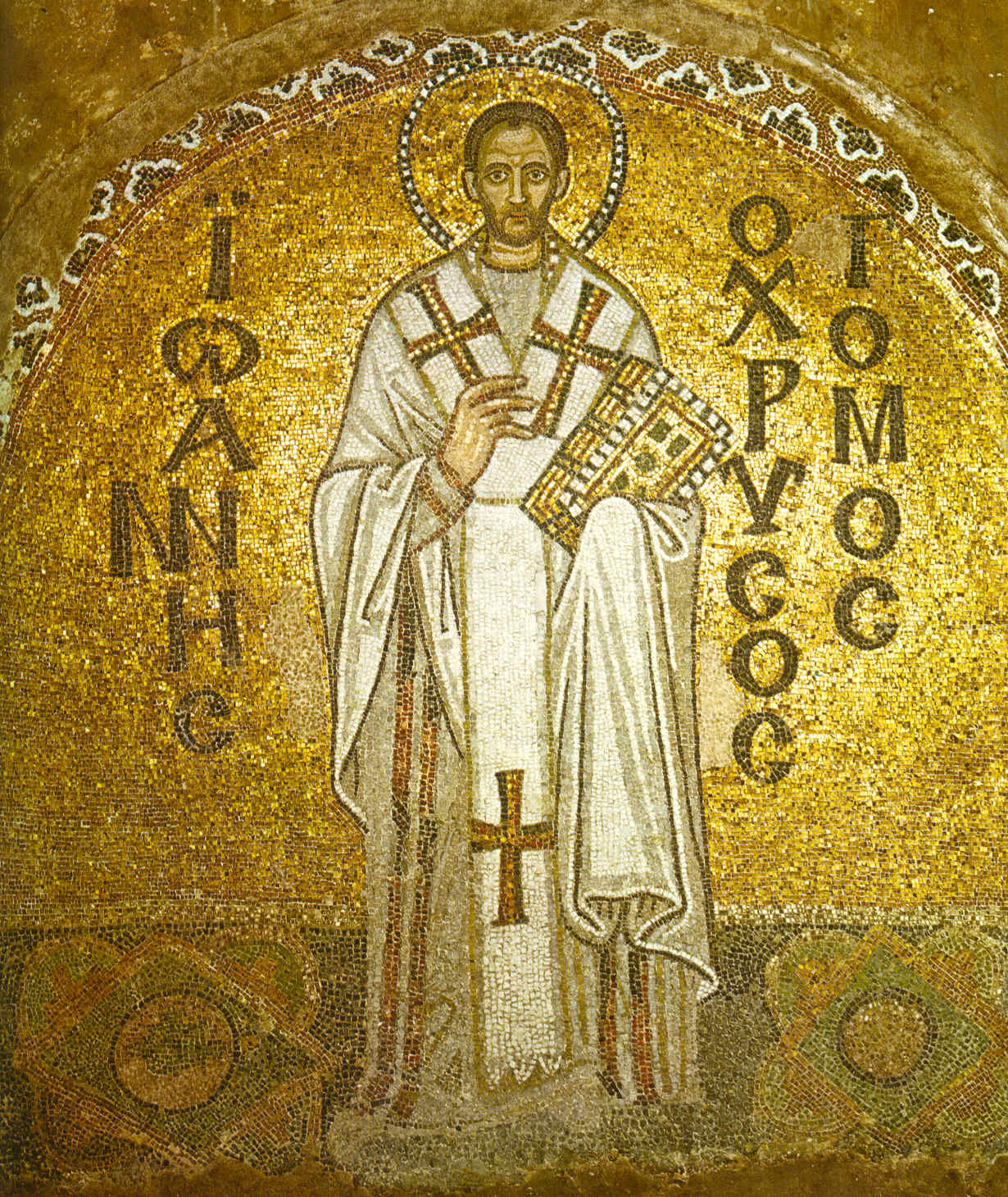
Un mosaico bizantino millenario di Giovanni Crisostomo (Hagia Sophia). La controversia del 1156-1157 riguardava l'interpretazione della liturgia di Giovanni per l'Eucaristia, "Tu sei Colui che offre, è offerto e ricevuto".

Luca fu anche coinvolto in un processo della Chiesa che cercava di emanciparsi da un'associazione troppo stretta con la vita secolare dello stato. Nel 1115, il patriarca Giovanni IX Agapetos aveva cercato di impedire ai chierici di agire come avvocati nei tribunali laici. Nel dicembre del 1157, Crisoberge estese questo divieto a tutte le professioni "mondane". In un canone ancora esistente, scrisse: "abbiamo osservato che alcuni degli affiliati al clero si sono coinvolti in modo non canonico in affari mondani. Alcuni hanno assunto incarichi di curatori o sorveglianti di case e proprietà aristocratiche; altri hanno intrapreso la riscossione di imposte pubbliche... altri hanno accettato dignità e magistrature assegnate alle autorità civili.... invitiamo tali persone a desistere da ora in poi da tutte le suddette professioni e a dedicarsi alle esigenze ecclesiastiche..." Una tale separazione tra chiesa e stato era la chiave per preservare la chiesa da un'indebita influenza secolare su questioni che considerava strettamente clericali. Ciò era particolarmente importante all'epoca in quanto il dominio dell'Imperatore Manuele I Comneno era noto per il suo stile autocratico e il suo cesaropapismo, e sebbene idiosincratico, rendeva generalmente il patriarcato asservito direttamente ai bisogni dello stato.